# میراژ ۱
میراژ ۱ (به انگلیسی: Mirage I) یک کشتی است که طول آن ۱۴۱٫۱۶ متر (۴۶۳٫۱ فوت) می‌باشد. این کشتی در سال ۱۹۷۳ ساخته شد.